# Nederländerna under andra världskriget

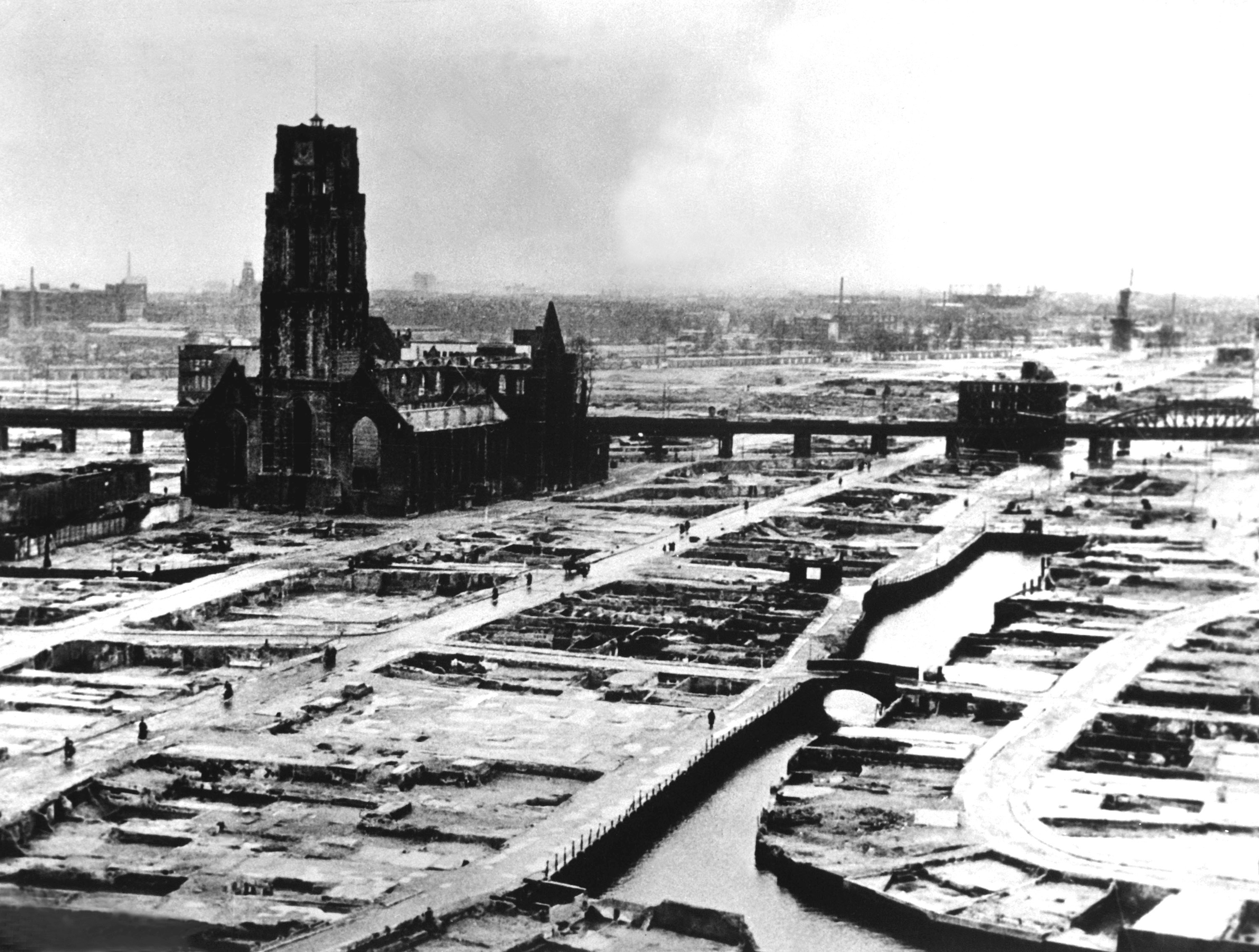
Rotterdam efter tyska bombningar.

Nederländerna var till en början neutralt under andra världskriget, men kom att ockuperas av Tyskland.
Den 10 maj 1940 gick Tyskland till angrepp mot Frankrike. Men de tog inte den ”vanliga” vägen som försvarades av Maginotlinjen, utan istället passade de på att ta Nederländerna, Belgien och Luxemburg.
Innan detta inträffat gjorde Nederländerna vad de kunde för att försöka behålla sig neutrala. Efter angreppret försökte man försvara "Fästning Holland" vid Afsluitdijk och Grebbeberg, men naziregimen bombarderade Rotterdam och hotade bombardera Utrecht. Kungafamiljen och regeringen flydde i exil till London. Det nederländska försvaret kapitulerade 15 maj, fem dagar efter krigets början.
Tysklands invasion av Nederländerna resulterade i att 7 500 nederländare stupade, saknades eller skadades. Den tyska armen förlorade 4 000 man, 3 000 skadade och 700 rapporterades saknade, och 1 400 blev tillfångatagna och blev förda till Storbritannien.
Under ockupationen bildades den nederländska hemliga motståndsrörelsen. De gjorde vad de kunde för att strida mot nazisterna. De nästlade sig in bland tyskarna och fick reda på viktig information, som de sedan kunde sända till de allierade. Över 23 000 medlemmar förlorade sitt liv under den kampen. 
Men svårast var den ändå för de nederländska judarna. Precis som judarna i Tyskland och alla andra länder som Tyskland regerade över, blev de skickade till arbetsläger eller förintelseläger. Mellan 100 000 och 110 000 judar förlorade livet. Men det var 30 000 judar som klarade sig genom att gå under jorden. Motståndsrörelsen hjälpte dem ofta genom att skaffa dem mat och husrum.
Svårast var det för den nederländska befolkningen vintern 1944-1945, då svår hungersnöd drabbade dem. Tusentals människor dog av svält. 

## Gleichschaltung
Sedan den nederländska regeringen hade vägrat att återvända, styrdes Nederländerna av en civil guvernör, till skillnad från Frankrike, Danmark och Norge, vilka hade sina egna regeringar, eller Belgien som blev placerat under tysk militär kontroll. Den civila regeringen leddes av den österrikiske nazisten Arthur Seyss-Inquart. Den tyska ockupationsmakten införde policyn  ”Gleichschaltung” ((tyska (påtvingad-) ’synkronisering’, ’utjämning’), en term för nazisternas successiva etablering av ett system med totalitär kontroll över individen och alla delar av samhället), där man systematiskt eliminerade icke-nazistiska organisationer. Detta blev en enorm chock för det nederländska samhället på grund av decennier av ”pillarisation” (pelarindelning, uppdelning av folk efter politisk och religiös tillhörighet), vilket innebär att nästan alla sociala grupper (till exempel socialister, liberaler, katoliker och protestanter) hade sina egna institutioner. Den romersk-katolska kyrkan och vissa socialistiska partier högljutt protesterade mot dess aktioner. 1941 uppmanar den nederländske biskopen alla katoliker att lämna församlingar som blivit 'nazifierade'. Policyn blev ett totalt misslyckande, framförallt genom kriget och den ekonomiska situationen i Nederländerna. Den nationalsocialistiska ideologin var främmande för de nederländska ideologierna, i vilka humanism var ett mycket viktigt inslag.

## Hongerwinter
I slutet av andra världskriget, blev mattillgången kraftigt reducerad i Nederländerna. Efter de allierades landstigning vid Dagen D blev situationen värre i det tyskockuperade Nederländerna. De allierade kunde frigöra den södra delen av landet, men frigörelsearbetet stoppades när Operation Market Garden, ett försök att ta kontroll över bron som korsade floden Rhen vid Arnhem misslyckades. Den nationella järnvägen hade gått med på exilregeringens uppmaning till en järnvägsstrejk, som startade september 1944, för att främja de allierades frigörelseinsats. Den tyska administrationens motangrepp var att sätta ett embargo på alla mattransporter till västra Nederländerna.
Tidigt i november 1944 lyftes i princip embargot och restriktiva mattransporter tilläts över vatten. Den ovanligt tidiga och hårda vintern hade redan börjat. Kanalerna frös och gjorde det omöjligt för pråmar att ta sig fram. Matförråden i städerna i västra Nederländerna tog snabbt slut. I slutet av november drogs de vuxnas ransoner ner till under 1 000 kilokalorier (4 200 kJ) per dag och i slutet av februari 1945 i västra delen ner så lågt som 580 kilokalorier. Under denna vintern som senare informellt kallades "Hongerwinter" eller ”hungervintern”. Ett otal faktorer orsakade svälten för det nederländska folket: Vintern var ovanligt hård och den retirerade tyska armen förstörde slussar och broar för att översvämma landet och hindra de allierades frammarsch. Den utbredda förflyttningen av människor och förstörelsen när Nederländerna blev den huvudsakliga västra slagfältet, förstörde mycket av jordbruksmarken och gjorde det svårt att transportera mat.
I sökandet efter mat kunde människorna gå miltals för att byta värdesaker mot mat på gårdarna. Tulpanlökar och sockerbetor åts upp, möbler och hus demonterades för att ge bränsle till uppvärmning. Från september 1944 till tidigt 1945 dog ungefär 10 000 nederländare med undernäring som den huvudsakliga orsaken, och många fler med hunger som en bidragande orsak. Den nederländska svälten tog slut med befrielsen av västra Nederländerna i maj 1945. Strax dessförinnan kom förnödenheter i form av ”svenskt bröd”. Brödet bakades i Nederländerna, men gjordes av mjöl som skeppades in från Sverige. Strax efter dessa sändningar, tillät den tyska ockupationsmakten koordinerade ”matbombningar” av RAF över tyskockuperat nederländskt territorium i Operation Manna. Dessa två händelser blir ofta hopblandade. Detta ledde till att man höll en minnesstund för att det släpptes bröd från flygplan, vilket aldrig hände.